# Вільне радіо Альбемута (роман)
Радіо «Вільний Альбемас» (англ. Radio Free Albemuth) — науково-фантастичний, напівавтобіографічний роман Філіпа К. Діка, написаний у 1976 році. За відгуком видання Kirkus Reviews «…добре сконструйований, захоплюючий, похмурий і вкрай депресивний…», був опублікований після смерті автора видавництвом Arbor House у 1985 році.

## Сюжет
Події роману відбуваються в альтернативному світі у США 1960-х років. Заздалегідь усунувши своїх ймовірних конкурентів, Фрімонт перемагає на президентських виборах. Прийшовши до влади він фактично встановлює авторитарний режим: оголошує боротьбу із таємною організацією АРАМЧЕК, яка вважається комуністичною та такою, що несе загрозу Америці. При цьому урядом обмежуються права та свободи громадян,  створюються виховні табори, куди відправляються усі незгодні з його політикою. Підтримується правий громадський рух «Друзі американського народу», діяльність якого спрямована на виявлення противників режиму.
Це викликає занепокоєння як автора, Філіпа К. Діка, від імені якого частково ведеться розповідь, так і його друга, Ніколаса Брейді, який працює у компанії звукозапису. Незабаром, кожного разу в один і той же час, Брейді починає бачити «відіння». Він впевнений, що на зв'язок із ним виходить вищий розум, який він назвав ВАЛІС (Всеохоплююча Активна Логічна Інтелектуальна Система). ВАЛІС, за словами Брейді, надає дієві поради, підказуючи вибір місця роботи, мешкання, кола ділового спілкування. Брейді впевнений, що підказки ВАЛІСа спрямовані на допомогу у поваленні влади Фрімонта та повернення демократії.
Брейді також висловлює думку, що свої послання ВАЛІС передає через супутник. Це припущення підтверджується, коли радянський вчений виявляє на земній орбіті супутник позаземного походження.
Тим часом за порадою ВАЛІСа, Брейді знайомиться із авторкою та виконавицею пісень на ім'я Садасса Сільвія, яка розповідає йому, що є членом організації АРАМЧЕК, керування та комплектування якої здійснює ВАЛІС через супутник. Також Садасса розповідає, що її мати була комуністкою та на початку 1940-х завербувала Фрімонта.
Таким чином з'ясовується, що до влади у США фактично прийшла комуністична партія, а тому існує реальна загроза злиття двох авторитарних держав: СРСР та США та остаточне придушення демократії у світі.
З метою спротиву Брейді і Садасса планують записати та розповсюдити платівку із зашифрованим посланням, яке викриває правду про Фрімонта та спонукатиме людей до боротьби за втрачену свободу.
Але цей план стає відомим владі. Брейді та Садассу арештовують і невдовзі страчують.  Перед цим їм стає відомо, що СРСР знищив супутник ВАЛІСа, залишивши АРАМЧЕК без керування.
Діка також затримують, але направляють до виховного табору. Агенти уряду пояснюють йому, що він матиме змогу писати свої книги, але перед їх виданням, вони будуть відкориговані. У такий спосіб, використовуючи популярність автора, уряд намагатиметься впливати на думки людей та формувати їх лояльне ставлення.
Дік, не маючи змоги вплинути на ситуацію, перебуває у розпачі, але одного разу чує трансляцію запису із посланням, над яким працювали Брейді із Садассою. Відтоді відроджується надія на боротьбу та встановлення справедливості.

## Номінації
У 1986 році роман був номінований до нагородження літературною премією «Прометей».

## Екранізації
У 2010 році за мотивами роману режисером Джоном Аланом Саймоном був знятий однойменний фільм.